# Miles to Take
Miles to Take (englisch Meilen zu nehmen) ist eine EP der Epic-Doom-Band Cross Vault.

## Geschichte
Der Entstehungszeitraum von Miles to Take ist unbekannt. Cross Vault erweiterte die Besetzung um die bis dahin als Live- und Sessionmusiker agierenden G. als Gitarrist und F. als Bassist. Die Musiker stellten im gemeinsamen agieren zügig fest, dass die Konstellation mehr sei als eine einfache Live-Besetzung und verständigten sich über die Zukunft von Cross Vault als gemeinsame Band. Als neuer Vertragspartner erschien Iron Bonehead Productions. Der Kontakt entstand durch den als N. agierenden Niklas „Nerrath“ Thiele, der mit anderen Projekten bei Iron Bonehead Productions bereits unter Vertrag stand.

## Titelliste
1. A Hand Moving Mountains: 07:42
2. Miles to Take: 07:33
3. The Weeping Song: 05:37

## Albuminformationen
Die am 16. November 2016 veröffentlichte EP enthält drei separate Stücke, die eine Gesamtspielzeit von 20:52 Minuten haben. Das dritte Stück der EP ist eine Coverversion, des im Original von Nick Cave and the Bad Seeds gespielten Stücks The Weeping Song. Das Cover, das Bild eines zum Sonnenuntergang über Felder gehenden Giganten, wurde von Timon Kokott gestaltet.
Auf der EP spielt Cross Vault „Epic Doom in Reinkultur.“ Das Gitarrenspiel changiert zwischen dem Einsatz einer Akustikgitarre und „schönen Leads“. Das Schlagzeugspiel gilt als wuchtig. Der Gesang wirke „der Musik entsprechend leidend“ mit einer „eigentümlichen und eigenständigen, mitunter fast schon schmerzergreifend hingebungsvollen Performance“.

## Wahrnehmung
Miles to Take wurde, positiv aufgenommen. Es würde auf der EP „auf erhabene Weise elegischer Doom in leidvoll-schöner Form zelebriert.“ Cross Vault zeige sich „tragischster Form“ und erweise sich als „eine interessante Band, die man besser im Auge“ behalte. Sofern die Gruppe „das Niveau von ‚Miles To Take‘“ beibehalte, könne sie „auch auf der Langdistanz nur gewinnen.“